# Vincent Zhou
Vincent Zhou (* 25. Oktober 2000 in San José, Kalifornien) ist ein US-amerikanischer Eiskunstläufer, der im Einzellauf startet.

## Karriere
Vincent Zhou gewann 2013 den Titel bei den US-amerikanischen Juniorenmeisterschaften. 2017 wurde er in Taipeh Juniorenweltmeister. In diesem Jahr erreichte er mit dem zweiten Rang auch erstmals das Podium bei den US-amerikanischen Meisterschaften der Senioren.
Der dritte Platz bei den nationalen Meisterschaften hinter Nathan Chen und Ross Miner sicherte ihm im Jahr darauf die Teilnahme an den Olympischen Spielen 2018 in Pyeongchang. Dort erreichte der sprungstarke Kalifornier bei seinem Debüt mit persönlichen Punktebestleistungen in beiden Segmenten sowie der Gesamtleistung sogleich den sechsten Platz.
Bei seinem Weltmeisterschaftsdebüt in Mailand zeigte Zhou das technisch höchstbewertete Kurzprogramm der Konkurrenz. Zur Musik von Chasing Cars landete er erfolgreich eine Vierfach-Lutz-Dreifach-Toeloop-Kombination, einen vierfachen Flip sowie einen dreifachen Axel; außerdem bekamen alle seine Pirouetten mit Level 4 die Höchstbewertung. Den Bronzerang, auf dem Zhou nach dem Kurzprogramm lag, konnte er, trotz großer Medaillenchance aufgrund der Patzer der Konkurrenz, jedoch nicht verteidigen. In seiner Kür versuchte er sechs Vierfachsprünge, stürzte dabei allerdings dreimal. Sechs seiner acht Sprungelemente wurden als unterrotiert gewertet und eines als falsch abgesprungen. Die nur 19. beste Kür ließ ihn vom dritten auf den 14. Gesamtrang zurückfallen.
Nach einer mäßigen Grand-Prix-Saison ging Vincent Zhou als US-amerikanischer Vizemeister hinter Nathan Chen in das Jahr 2019. Bei den Vier-Kontinente-Meisterschaften in Anaheim errang er mit Bronze seine erste Medaille bei einer internationalen Meisterschaft der Senioren.
Bei der Weltmeisterschaft in Saitama errang er mit Bronze auch seine erste WM-Medaille. Mit Ausnahme von drei als unterrotiert gewerteten Sprüngen unterliefen Zhou keinerlei Fehler. Auch im künstlerischen Teil zeigte er sich stark verbessert. Durch den WM-Sieg von Nathan Chen gelang es den US-amerikanischen Herren zum ersten Mal seit 1996 (Todd Eldredge, Rudy Galindo) zwei Podiumsplätze bei einer Weltmeisterschaft zu belegen. Bei der World Team Trophy 2019 im April stellte Zhou im Kurzprogramm und in der Kür persönliche Bestleistungen auf. Er trug damit zum Sieg des Teams der USA bei.
Bei den Olympischen Winterspielen 2022 trat Zhou im Teamwettbewerb für das Team der Vereinigten Staaten in der Kür an, welche er zur Filmmusik von Tiger and Dragon lief. Vor allem zu Beginn unterlief ihm eine Reihe von Fehlern und er sprang seinen geplanten vierfachen Flip nur einfach. Drei weitere Vierfachsprünge wurden als unterrotiert gewertet. Dennoch landete er erfolgreich eine Vierfach-Salchow-Dreifach-Toeloop-Kombination sowie zwei dreifache Axel. Für seine Kür erhielt er insgesamt 171,44 Punkte, womit er den dritten Platz belegte und seinem Team dadurch acht Punkte einbrachte. Mit dieser Leistung gewann er zusammen mit dem US-amerikanischen Team die Silbermedaille. Am 7. Februar 2022 zog Zhou seine weitere Teilnahme an den Winterspielen zurück, da er positiv auf COVID-19 getestet worden war.
Bei den Weltmeisterschaften 2022 gewann Zhou die Bronzemedaille. Er erreichte mit seinem Kurzprogramm zu dem Lied Vincent von Don McLean den 6. Platz und den 4. Platz in der Kür; in der Gesamtwertung konnte er mit 181,54 Punkten den 3. Platz erreichen.

## Ergebnisse
| Meisterschaft / Jahr             | 2016  | 2017  | 2018  | 2019  | 2020  | 2021  | 2022  |
| -------------------------------- | ----- | ----- | ----- | ----- | ----- | ----- | ----- |
| Olympische Winterspiele          |       |       | 6.    |       |       |       | Z     |
| Weltmeisterschaften              |       |       | 14.   | 3.    |       | 25.   | 3.    |
| Vier-Kontinente-Meisterschaften  |       |       |       | 3.    |       |       |       |
| Juniorenweltmeisterschaften      | 5.    | 1.    |       |       |       |       |       |
| US-amerikanische Meisterschaften | 8.    | 2.    | 3.    | 2.    | 4.    | 2.    | 3.    |
| Grand-Prix-Wettbewerb / Saison   | 15/16 | 16/17 | 17/18 | 18/19 | 19/20 | 20/21 | 21/22 |
| Grand-Prix-Finale                |       |       |       |       |       |       |       |
| Skate America                    |       |       |       | 5.    |       | 2.    | 1.    |
| Trophée Eric Bompard             |       |       | 9.    |       |       |       |       |
| NHK Trophy                       |       |       |       | 4.    |       |       | 2.    |
| Cup of China                     |       |       | 4.    |       |       |       |       |
| Teamwettbewerb / Saison          | 15/16 | 16/17 | 17/18 | 18/19 | 19/20 | 20/21 | 21/22 |
| Olympische Winterspiele          |       |       |       |       |       |       | 1.    |
| World Team Trophy                |       |       |       | 1.    |       |       |       |
| Sonstiger Wettbewerb / Saison    | 15/16 | 16/17 | 17/18 | 18/19 | 19/20 | 20/21 | 21/22 |
| Nebelhorn Trophy                 |       |       |       |       |       |       | 1.    |

Z = Zurückgezogen